# Riu Mbirurume
El riu Mbirurume (també anomenat Bilirume, Biruruma, Birurume, Bitirume) és un riu a l'oest de Ruanda que és afluent del riu Nyabarongo.
El Mbirurume s'aixeca en un país boscós al sud de Ruanda a l'est de la divisió Congo-Nil.
Neix a l'extrem nord del Parc Nacional de Nyungwe, al districte de Nyamagabe. Flueix en direcció nord-est, entrant al districte de Karongi i passa Mukungu a l'oest, i continua en direcció nord-oest al llarg de la frontera entre els districtes de Nyamagabe i Karongi.
Després gira sud-oest poc abans de trobar-se amb el riu Mwogo a l'esquerra.
Ambdós rius combinats formen el riu Nyabarongo, que flueix cap al nord pels vessants orientals de la divisió Nil-Congo.